# Tour du Guangxi féminin 2017
La 1re édition du Tour du Guangxi féminin a eu lieu le 24 octobre 2017. La course fait partie du calendrier international féminin UCI 2017 en catégorie 1.1. Elle est remportée par Maria Vittoria Sperotto.

## Parcours
Le parcours est parfaitement plat et se destine aux sprinteuses.

### Équipes
| Équipes féminines professionnelles (10)- Aromitalia Vaiano - Astana Women's Team - BePink Cogeas - BTC City Ljubljana - China Chongming-Liv Pro Cycling - Conceria Zabri-Fannini-Guerciotti - Lares-Waowdeals Women Cycling Team - Minsk Cycling Club - Orica-Scott - Wiggle High5 Équipes nationales (6)- Autriche - Hong Kong - Malaisie - Philippines - Roumanie - Singapour |
| |

## Récit de la course
Comme prévu, la course se décide au sprint massif. Maria Vittoria Sperotto se montre la plus rapide.

## Classements

### Classement final
| \| Classement général \| Classement général \| Classement général \| Classement général \| Classement général \| \| Coureuse \| Coureuse \| Pays \| Équipe \| Temps \| \| ------------------ \| ----------------------- \| ------------------ \| --------------------- \| ------------------ \| \| 1re \| Maria Vittoria Sperotto \| Italie \| BePink Cogeas \| 2 h 51 min 56 s \| \| 2e \| Amy Cure \| Australie \| Wiggle High5 \| + 0 s \| \| 3e \| Lucy van der Haar \| Royaume-Uni \| Wiggle High5 \| + 0 s \| \| 4e \| Jelena Erić \| Serbie \| BTC City Ljubljana \| + 0 s \| \| 5e \| Mia Radotić \| Croatie \| BTC City Ljubljana \| + 0 s \| \| 6e \| Sarah Inghelbrecht \| Belgique \| Lares-Waowdeals Women \| + 0 s \| \| 7e \| Diao Xiao Juan \| Hong Kong \| Hong Kong \| + 0 s \| \| 8e \| Eugenia Bujak \| Pologne \| BTC City Ljubljana \| + 0 s \| \| 9e \| Mieke Docx \| Belgique \| Lares-Waowdeals Women \| + 0 s \| \| 10e \| Kathrin Schweinberger \| Autriche \| Autriche \| + 0 s \| |                         |             |                       |                 |
| |                         |             |                       |                 |
| Sources : ProCyclingStats Cycling Quotient |                         |             |                       |                 |
| Classement général |                         |             |                       |                 |
| Coureuse | Coureuse                | Pays        | Équipe                | Temps           |
| 1re | Maria Vittoria Sperotto | Italie      | BePink Cogeas         | 2 h 51 min 56 s |
| 2e | Amy Cure                | Australie   | Wiggle High5          | + 0 s           |
| 3e | Lucy van der Haar       | Royaume-Uni | Wiggle High5          | + 0 s           |
| 4e | Jelena Erić             | Serbie      | BTC City Ljubljana    | + 0 s           |
| 5e | Mia Radotić             | Croatie     | BTC City Ljubljana    | + 0 s           |
| 6e | Sarah Inghelbrecht      | Belgique    | Lares-Waowdeals Women | + 0 s           |
| 7e | Diao Xiao Juan          | Hong Kong   | Hong Kong             | + 0 s           |
| 8e | Eugenia Bujak           | Pologne     | BTC City Ljubljana    | + 0 s           |
| 9e | Mieke Docx              | Belgique    | Lares-Waowdeals Women | + 0 s           |
| 10e | Kathrin Schweinberger   | Autriche    | Autriche              | + 0 s           |

### Points UCI
| Position,          | 1er | 2e | 3e | 4e | 5e | 6e | 7e | 8e | 9e | 10e | 11e | 12e | 13e | 14e | 15e | 16e | 17e | 18e |
| Classement général | 80  | 60 | 45 | 35 | 30 | 25 | 21 | 18 | 15 | 12  | 10  | 8   | 6   | 5   | 4   | 3   | 2   | 1   |